# Uvaroviella pequegnita
Uvaroviella pequegnita är en insektsart som först beskrevs av Desutter-grandcolas 1992.  Uvaroviella pequegnita ingår i släktet Uvaroviella och familjen syrsor. Inga underarter finns listade i Catalogue of Life.